# باب الدار (مذيخرة)

تعديل مصدري - تعديل

باب الدار هي إحدى قرى عزلة مذيخرة بمديرية مذيخرة التابعة لمحافظة إب، بلغ تعداد سكانها 38 نسمة حسب تعداد اليمن لعام 2004.